# FK Budućnost Valjevo
Fudbalski klub Budućnost (srpski Фудбалски клуб Будућнocт Baљeвo) je bivši nogometni klub iz Valjeva, Kolubarski okrug, Republika Srbija. 

## O klubu
U Valjevu se nogomet počeo igrati 1909. godine, a klub je pod nazivom RFK Budućnost (Radnički fudbalski klub Budućnost) osnovan 1919. godine. 
Klupske boje 1920. bila je crvena, a klupska adresa Hotel Sekulić.
Prije Drugog svjetskog rata, "Budućnost" je bila prvak Valjevske lige, a potom se natjecala u prvenstvima Beogradskog podsaveza. 
 
Poslije rata klub se spaja s klubom FK Napred te počinje natjecanje u Srpskoj ligi. U drugoj polovici 1950.-ih se natječe u III. zoni, tada ligi drugog stupnja prvenstva Jugoslavije. U periodu 1969./70. – 1972./73. klub se natječe u Drugoj saveznoj ligi – "Sjever", te tih godina se klub naziva Metalac 
 
Raspadom SFRJ, klub najveće uspjehe doživljava u sezonama 1996./97. i 1997./98., kada nastuapa u Prvoj B ligi SR Jugoslavije. 

Osamostaljenjem Srbije, klub nastupa u Srpskoj ligi "Zapad" i Zoni "Drina". 
 
Zbog nagomilanih dugova, klub se gasi, te se spaja u ljeto 2014. godine s gradskim suparnikom Krušikom (koji je također tada u financijskim problemima) u novi klub naziva Budućnost Krušik 2014.

## Poveznice
- srbijasport.net, Budućnost Valjevo, profil kluba
- srbijasport.net, Budućnost Valjevo, rezultati po sezonama
- srbijasport.net, Budućnost Krušik 2014 Valjevo, profil kluba
- fsgzrenjanin.com, Saldo SFR Jugoslavija
- FK Budućnost Krušik 2014 Valjevo